# Gengivelse
|  | Denne artikel er oprettet af botten Steenthbot ud fra en ekstern database. Den kan derfor have sproglige fejl eller mangler. Denne skabelon kan fjernes efter kontrol af indholdet. |

Gengivelse er en dansk kortfilm fra 2009 instrueret af Claus Bohm.